# Chrysopa nierembergi
Chrysopa nierembergi is een insect uit de familie van de gaasvliegen (Chrysopidae), die tot de orde netvleugeligen (Neuroptera) behoort. 
Chrysopa nierembergi is voor het eerst wetenschappelijk beschreven door Navás in 1908.